# Mauritius ai Giochi della XXX Olimpiade
Mauritius ha partecipato ai Giochi della XXX Olimpiade di Londra che si sono svolti dal 27 luglio al 12 agosto 2012. È stata l'8ª partecipazione consecutiva degli atleti mauriziani ai giochi olimpici estivi.
Gli atleti della delegazione mauriziana sono stati 11 (4 uomini e 7 donne), in 7 discipline. Alla cerimonia di apertura la portabandiera è stata la giocatrice di beach volley Natacha Rigobert; nessun portabandiera ha presenziato alla cerimonia di chiusura.
Nel corso della manifestazione Mauritius non ha ottenuto alcuna medaglia.

## Partecipanti
| Sport            | Uomini | Donne | Totale |
| ---------------- | ------ | ----- | ------ |
| Atletica Leggera | 1      | 1     | 2      |
| Ciclismo         | 0      | 1     | 1      |
| Judo             | 0      | 1     | 1      |
| Nuoto            | 1      | 1     | 2      |
| Pallavolo        | 0      | 2     | 2      |
| Pugilato         | 2      | 0     | 2      |
| Triathlon        | 0      | 1     | 1      |
| Totale           | 4      | 7     | 11     |

## Atletica leggera
| Q | Qualificato al turno successivo per la posizione in qualificazione                                                           |
| q | Qualificato per il turno successivo per ripescaggio o, negli eventi su campo, conquistando la misura minima per qualificarsi |

### Maschile
Eventi di corsa su pista e strada
| Atleta          | Evento | Batteria  | Batteria  | Quarti di finale | Quarti di finale | Semifinale      | Semifinale      | Finale          | Finale          |
| Atleta          | Evento | Risultato | Posizione | Risultato        | Posizione        | Risultato       | Posizione       | Risultato       | Posizione       |
| --------------- | ------ | --------- | --------- | ---------------- | ---------------- | --------------- | --------------- | --------------- | --------------- |
| Fabrice Coiffic | 100 m  | 10"62     | 2° Q      | 10"59            | 7°               | non qualificato | non qualificato | non qualificato | non qualificato |

### Femminile
Eventi di corsa su pista e strada
| Atleta           | Evento | Batteria  | Batteria  | Semifinale      | Semifinale      | Finale          | Finale          |
| Atleta           | Evento | Risultato | Posizione | Risultato       | Posizione       | Risultato       | Posizione       |
| ---------------- | ------ | --------- | --------- | --------------- | --------------- | --------------- | --------------- |
| Annabelle Lascar | 800 m  | 2'05"45   | 5ª        | non qualificata | non qualificata | non qualificata | non qualificata |

## Ciclismo

### Ciclismo su strada
Femminile
| Atleta            | Evento         | Tempo | Classifica |
| ----------------- | -------------- | ----- | ---------- |
| Aurelie Halbwachs | Corsa in linea | DNF   | DNF        |

## Judo
Femminile
| Atleta              | Evento | 16-esimi             | Ottavi                          | Quarti                        | Semifinali           | Ripescaggio                   | Med. bronzo          | Finale               | Posizione |
| Atleta              | Evento | Avversario Risultato | Avversario Risultato            | Avversario Risultato          | Avversario Risultato | Avversario Risultato          | Avversario Risultato | Avversario Risultato | Posizione |
| ------------------- | ------ | -------------------- | ------------------------------- | ----------------------------- | -------------------- | ----------------------------- | -------------------- | -------------------- | --------- |
| Christiane Legentil | -52 kg | Bye                  | M. Kelmendi (ALB) V (1001-0101) | I. Heylen (BEL) P (0002-0020) | non qualificata      | M. Müller (LUX) P (0002-0101) | non qualificata      | non qualificata      | 7ª        |

## Nuoto e sport acquatici

### Nuoto
Maschile
| Atleta         | Evento             | Batterie | Batterie   | Semifinali      | Semifinali      | Finale          | Finale          |
| Atleta         | Evento             | Tempo    | Classifica | Tempo           | Classifica      | Tempo           | Classifica      |
| -------------- | ------------------ | -------- | ---------- | --------------- | --------------- | --------------- | --------------- |
| Gilles Marquet | 200 m stile libero | 1'58"91  | 39º        | non qualificato | non qualificato | non qualificato | non qualificato |

Femminile
| Atleta         | Evento             | Batterie | Batterie   | Semifinali      | Semifinali      | Finale          | Finale          |
| Atleta         | Evento             | Tempo    | Classifica | Tempo           | Classifica      | Tempo           | Classifica      |
| -------------- | ------------------ | -------- | ---------- | --------------- | --------------- | --------------- | --------------- |
| Heather Arseth | 200 m stile libero | 2'07"81  | 34ª        | non qualificata | non qualificata | non qualificata | non qualificata |

## Pallavolo/Beach volley

### Beach volley

#### Femminile

##### Coppia Li Yuk Lo - Rigobert
Rosa
|  | Naz.                 |  | Sportivo         | Anno | Alt.   |  |
|  | -------------------- |  | ---------------- | ---- | ------ |  |
|  | Mauritius (bandiera) |  | Elodie Li Yuk Lo | 1982 | 1,73 m |  |
|  | Mauritius (bandiera) |  | Natacha Rigobert | 1980 | 1,80 m |  |

Fase a gironi - Girone A
| Londra 28 luglio 2012, ore 17:30 BST | Larissa-Juliana                            | 2 – 0 (21-5; 21-10) referto | Li Yuk Lo-Rigobert | Horse Guards Parade\| Arbitri: \| Gregory Ray Thompson Amina Abdou Elsergany \| |
| Arbitri:                             | Gregory Ray Thompson Amina Abdou Elsergany |                             |                    |                                                                                 |

| Londra 30 luglio 2012, ore 9:00 BST | Klapalová-Háječková                                   | 2 – 0 (21-10; 21-11) referto | Li Yuk Lo-Rigobert | Horse Guards Parade\| Arbitri: \| Amina Abdou Elsergany Maria Paes Villas-Boas da Fonse \| |
| Arbitri:                            | Amina Abdou Elsergany Maria Paes Villas-Boas da Fonse |                              |                    |                                                                                            |

| Londra 1º agosto 2012, ore 10:00 BST | Holtwick-Semmler                           | 2 – 0 (21-11; 21-10) referto | Li Yuk Lo-Rigobert | Horse Guards Parade\| Arbitri: \| Gregory Ray Thompson Amina Abdou Elsergany \| |
| Arbitri:                             | Gregory Ray Thompson Amina Abdou Elsergany |                              |                    |                                                                                 |

| Pos. | Coppie              | Pt | G | V | P | Sv | Sp | Sr    | Pv  | Pp  | Pr    |
| ---- | ------------------- | -- | - | - | - | -- | -- | ----- | --- | --- | ----- |
| 1    | Larissa-Juliana     | 6  | 3 | 3 | 0 | 6  | 0  | MAX   | 126 | 76  | 1.658 |
| 2    | Holtwick-Semmler    | 5  | 3 | 2 | 1 | 4  | 2  | 2.000 | 115 | 97  | 1.186 |
| 3    | Klapalová-Háječková | 4  | 3 | 1 | 2 | 2  | 4  | 0.500 | 106 | 105 | 1.010 |
| 4    | Li Yuk Lo-Rigobert  | 3  | 3 | 0 | 3 | 0  | 6  | 0.000 | 57  | 126 | 0.452 |

 Coppia Li Yuk Lo-Rigobert: Eliminata - Posizione nella classifica finale: 19º posto pari merito con  Argentina,  Canada,  Grecia e con le due coppie dell' Australia

## Pugilato
Maschile
| Atleta             | Evento                     | Sedicesimi               | Ottavi di finale              | Quarti di finale     | Semifinali           | Finale               | Pos. |
| Atleta             | Evento                     | Avversario Risultato     | Avversario Risultato          | Avversario Risultato | Avversario Risultato | Avversario Risultato | Pos. |
| ------------------ | -------------------------- | ------------------------ | ----------------------------- | -------------------- | -------------------- | -------------------- | ---- |
| Oliver Lavigilante | Pesi mosca (-52 kg)        | D. Micah (GHA) P 14–18   | non qualificato               | non qualificato      | non qualificato      | non qualificato      | 17º  |
| Patrick Wojcicki   | Pesi superleggeri (-64 kg) | A. Aatakni (MAR) V 16-10 | U. Mönkh-Erdene (MGL) P 12–15 | non qualificato      | non qualificato      | non qualificato      | 9º   |

## Triathlon
Femminile
| Atleta             | Evento    | Nuoto  | Trans. 1 | Ciclismo  | Trans. 2 | Corsa  | Totale    | Classifica |
| ------------------ | --------- | ------ | -------- | --------- | -------- | ------ | --------- | ---------- |
| Fabienne St. Louis | Femminile | 19'51" | 0'39"    | 1h 06'54" | 0'35"    | 39'38" | 2h 07'37" | 42ª        |